# Przełęcz Lubawska
Przełęcz Lubawska (polska) eller Královecké sedlo (tjeckiska) är ett bergspass på gränsen mellan Polen och Tjeckien. Przełęcz Lubawska ligger 513 meter över havet.